# Metropolitan Board of Works
Le Metropolitan Board of Works (MBW) fut l'organisme principal chargé d'administrer la ville de Londres de 1855 jusqu'à la fondation du London County Council en 1889. Sa principale responsabilité était de veiller à l'infrastructure nécessaire à la croissance rapide de Londres. Les membres étaient nommés et non élus. Cet organisme n'était donc pas redevable, ce qui le rendit impopulaire aux yeux de la population, surtout dans les dernières années, à cause de scandales de corruption politique.
L'architecte William Tite (1798-1873) en fut un des présidents.